# Бегич, Тьяш
Тьяш Бе́гич (словен. Tjaš Begić; род. 30 июня 2003, Изола) — словенский футболист, нападающий итальянского клуба «Парма», выступающий на правах аренды за «Фрозиноне».

## Клубная карьера
Воспитанник клубов «Изора», «Копер» и «Горица». 8 марта 2020 года в матче против «Доба» дебютировал во Второй лиге Словении в составе последнего. По итогам сезона игрок помог клубу выйти в элиту. 29 августа в матче против «Браво» дебютировал в чемпионате Словении. 13 февраля 2021 года в поединке против «Копера» Тьяс забил свой первый гол за «Горицу». Летом того же года Бегич перешёл в «Целе». 18 июля в матче против «Марибора» он дебютировал за новый клуб. 27 августа в поединке против «Радомлье» Тьяс забил свой первый гол за «Целе».
Летом 2022 года перешёл в итальянскую «Виченцу». 3 сентября в матче против «Про Сесто» он дебютировал в итальянской Серии C. 22 января 2023 года в поединке против «Альбинолеффе» Тьяс забил свой первый гол за «Виченцу».
Летом 2023 года перешёл в «Парму», подписав четырёхлетний контракт. 26 августа в матче против «Читтаделлы» дебютировал в итальянской Серии B.